# 子路八卦拳
子路八卦拳，又名白拳，乃是河南拳術，為中國武術流派之一，被列入河南省非物质文化遗产。

## 源流
子路八卦拳奉孔子的弟子子路為祖師，子路八卦拳传入開封的起因，是由开封县袁坊村村民张建家投师于黄河北岸封丘县前清耋老李朝德處學得，據开封县志记载子路八卦拳在传入开封县袁坊村之后，又称白拳。

## 介紹
子路八卦拳是由内、外两家拳术组合而成，基本特点是：进退腾挪走阴阳八卦步，拳脚攻防横竖交叉，阴阳并举，左右开花；进中带防，退中兼打，收放无暇；进退气势宏伟，大开大展，收放入磐石坚，御敌八面，拳脚刚柔并举，击点刁钻，常以后发制人，俗称能打能挨，誉称你打我不护，我打你护不住。